# Campionato nordamericano maschile under 17 di calcio
Il Campionato nordamericano di calcio Under-17 (in inglese CONCACAF U-17 Championship) è una competizione calcistica per le nazionali di Nord e Centroamerica e Caraibi, riservata ai calciatori di età inferiore a 17 anni. È organizzato dalla CONCACAF e vale come qualificazione al Campionato mondiale di calcio Under-17.

## Storia
Nato come CONCACAF U-16 Tournament, nel 1985 cambia la denominazione in CONCACAF U-16 Championship. Dall'edizione del 1997, l'età limite fu alzata a 17 anni. A partire dal 1999, ha cambiato nuovamente nome in CONCACAF U-17 Tournament: la formula prevedeva due gruppi di quattro squadre, ma nessuna finale. Nel 2009 torna a chiamarsi CONCACAF U-17 Championship, ma l'edizione viene annullata a causa della pandemia influenzale del 2009.

## Albo d'oro
| Anno          | Paese ospitante                               |                                               | Finale                                        | Finale                                        | Finale                                        |                                               | Finale 3º-4º posto                            | Finale 3º-4º posto                            | Finale 3º-4º posto                            |                                               |
| Anno          | Paese ospitante                               | Campione                                      | Ris.                                          | Secondo Posto                                 | Terzo Posto                                   | Ris.                                          | Quarto Posto                                  |                                               |                                               |                                               |
| ------------- | --------------------------------------------- | --------------------------------------------- | --------------------------------------------- | --------------------------------------------- | --------------------------------------------- | --------------------------------------------- | --------------------------------------------- | --------------------------------------------- | --------------------------------------------- | --------------------------------------------- |
| 1983 Dettagli | Trinidad e Tobago                             | Stati Uniti                                   | 0 – 0 5 – 3 (dtr)                             | Trinidad e Tobago                             | Messico                                       | 1 – 0                                         | Honduras                                      |                                               |                                               |                                               |
| 1985 Dettagli | Messico                                       | Messico                                       | girone finale                                 | Costa Rica                                    | Canada                                        | girone finale                                 | Honduras                                      |                                               |                                               |                                               |
| 1987 Dettagli | Honduras                                      | Messico                                       | girone finale                                 | Stati Uniti                                   | Costa Rica                                    | girone finale                                 | Honduras                                      |                                               |                                               |                                               |
| 1988 Dettagli | Trinidad e Tobago                             | Cuba                                          | girone finale                                 | Stati Uniti                                   | Canada                                        | girone finale                                 | Trinidad e Tobago                             |                                               |                                               |                                               |
| 1991 Dettagli | Trinidad e Tobago                             | Messico                                       | girone finale                                 | Stati Uniti                                   | Cuba                                          | girone finale                                 | Trinidad e Tobago                             |                                               |                                               |                                               |
| 1992 Dettagli | Cuba                                          | Stati Uniti                                   | girone finale                                 | Messico                                       | Canada                                        | girone finale                                 | Cuba                                          |                                               |                                               |                                               |
| 1994 Dettagli | El Salvador                                   | Costa Rica                                    | girone finale                                 | Stati Uniti                                   | Canada                                        | girone finale                                 | Messico                                       |                                               |                                               |                                               |
| 1996 Dettagli | Trinidad e Tobago                             | Messico                                       | girone finale                                 | Stati Uniti                                   | Costa Rica                                    | girone finale                                 | Canada                                        |                                               |                                               |                                               |
| 1999 Dettagli | El Salvador Giamaica                          | Messico Giamaica                              | due gironi                                    |                                               | Stati Uniti                                   | 6 – 1 4 – 0                                   | El Salvador                                   |                                               |                                               |                                               |
| 2001 Dettagli | Honduras Stati Uniti                          | Costa Rica Stati Uniti                        | due gironi                                    |                                               |                                               |                                               |                                               |                                               |                                               |                                               |
| 2003 Dettagli | Canada Guatemala                              | Costa Rica Stati Uniti                        | due gironi                                    |                                               | Messico                                       | 2 – 0 5 – 0                                   | Giamaica                                      |                                               |                                               |                                               |
| 2005 Dettagli | Costa Rica Messico                            | Stati Uniti Messico                           | due gironi                                    |                                               | Costa Rica                                    | 2 – 1 1 – 1                                   | Honduras                                      |                                               |                                               |                                               |
| 2007 Dettagli | Honduras Giamaica                             | Haiti Costa Rica                              | due gironi                                    |                                               |                                               |                                               |                                               |                                               |                                               |                                               |
| 2009 Dettagli | Messico                                       | Messico                                       | annullato                                     | Stati Uniti                                   | Honduras                                      | annullato                                     | Costa Rica                                    |                                               |                                               |                                               |
| 2011 Dettagli | Giamaica                                      | Stati Uniti                                   | 3 – 0 (dts)                                   | Canada                                        | Panama                                        | 1 – 0                                         | Giamaica                                      |                                               |                                               |                                               |
| 2013 Dettagli | Panama                                        | Messico                                       | 2 – 1                                         | Panama                                        | Canada                                        | 2 – 2 4 – 2 (dtr)                             | Honduras                                      |                                               |                                               |                                               |
| 2015 Dettagli | Honduras                                      | Messico                                       | 3 – 0                                         | Honduras                                      | Costa Rica Stati Uniti                        | Vincitori dei play-off                        |                                               |                                               |                                               |                                               |
| 2017 Dettagli | Panama                                        | Messico                                       | 1 – 1 5-4 (dtr)                               | Stati Uniti                                   | Honduras Costa Rica                           | Vincitori dei play-off                        |                                               |                                               |                                               |                                               |
| 2019 Dettagli | Stati Uniti                                   | Messico                                       | 2 – 1 (dts)                                   | Stati Uniti                                   | Canada Haiti                                  | Vincitori dei play-off                        |                                               |                                               |                                               |                                               |
| 2020          | Cancellato a causa della pandemia di COVID-19 | Cancellato a causa della pandemia di COVID-19 | Cancellato a causa della pandemia di COVID-19 | Cancellato a causa della pandemia di COVID-19 | Cancellato a causa della pandemia di COVID-19 | Cancellato a causa della pandemia di COVID-19 | Cancellato a causa della pandemia di COVID-19 | Cancellato a causa della pandemia di COVID-19 | Cancellato a causa della pandemia di COVID-19 | Cancellato a causa della pandemia di COVID-19 |
| 2023 Dettagli | Stati Uniti                                   | Messico                                       | 3 – 1                                         | Stati Uniti                                   | Canada Panama                                 | Vincitori dei play-off                        |                                               |                                               |                                               |                                               |

## Medagliere
| Nazionale         | Titoli vinti                                             | Finali perse                                       |
| ----------------- | -------------------------------------------------------- | -------------------------------------------------- |
| Messico           | 9 (1985, 1987, 1991, 1996, 2013, 2015, 2017, 2019, 2023) | 1 (1992)                                           |
| Stati Uniti       | 3 (1983, 1992, 2011)                                     | 8 (1987, 1988, 1991, 1994, 1996, 2017, 2019, 2023) |
| Costa Rica        | 1 (1994)                                                 | 1 (1985)                                           |
| Cuba              | 1 (1988)                                                 |                                                    |
| Trinidad e Tobago |                                                          | 1 (1983)                                           |
| Canada            |                                                          | 1 (2011)                                           |
| Panama            |                                                          | 1 (2013)                                           |
| Honduras          |                                                          | 1 (2015)                                           |